# Danh sách họ trong bộ Hai cánh
Danh sách này liệt kê các họ trong Bộ Hai cánh (Diptera).

## "Nematocera"
- Anisopodidae Edwards, 1921 Đồng nghĩa: Phryneidae, Rhyphidae, Sylvicolidae, Mycetobiidae, Protolbiogastridae.
- Ansorgiidae Đã tuyệt chủng.
- Antefungivoridae Đã tuyệt chủng. Đồng nghĩa: Antiquamediidae, Pleciomimidae, Sinemediidae.
- Architendipedidae Đã tuyệt chủng.
- Archizelmiridae Đã tuyệt chủng.
- Asiochaoboridae Đã tuyệt chủng.
- Axymyiidae Shannon, 1926
- Bibionidae Fleming, 1821 Đồng nghĩa: Hesperinidae, Penthetriidae, Pleciidae.
- Blephariceridae Loew, 1861 Đồng nghĩa: Blepharoceridae.
- Boholdoyidae Đã tuyệt chủng.
- Bolitophilidae Winnertz, 1863 Đồng nghĩa: Bolitophilinae.
- Canthyloscelididae Đồng nghĩa: Hyperoscelididae, Synneuridae.
- Cecidomyiidae Newman, 1834 Đồng nghĩa: Porricondylidae, Itonididae, Heteropezidae, Lestremiidae, Campylomyzidae.
- Ceratopogonidae Newman, 1834 Đồng nghĩa: Leptoconopidae, Helidae, Heleidae.
- Chaoboridae Đồng nghĩa: Corethridae, Chironomapteridae, Mesotendipedidae, Dixamimidae, Rhaetomyiidae.
- Chironomidae Newman, 1834 Đồng nghĩa: Tendipedidae
- Corethrellidae
- Crosaphididae Đã tuyệt chủng.
- Culicidae Stephens, 1829
- Cylindrotomidae Schiner, 1863 Đồng nghĩa: Cylindrotominae
- Deuterophlebiidae Edwards, 1922
- Diadocidiidae Winnertz, 1863
- Ditomyiidae Kylin, 1919
- Dixidae Schiner, 1868
- Elliidae Đã tuyệt chủng.
- Eopleciidae Đã tuyệt chủng.
- Eopolyneuridae Đã tuyệt chủng.
- Eoptychopteridae Đã tuyệt chủng.
- Gracilitipulidae Đã tuyệt chủng.
- Grauvogeliidae Đã tuyệt chủng.
- Hennigmatidae Đã tuyệt chủng.
- Keroplatidae Winnertz, 1863 Đồng nghĩa: Ceroplatidae, Zelmiridae, Platyuridae, Zelmicidae, Macroceratidae, Macroceridae, Necromyzidae
- Limnorhyphidae Đã tuyệt chủng.
- Limoniidae Speiser, 1909 Đồng nghĩa: Limnobiidae, Architipulidae, Diplopolyneuridae, Eoasilidae, Limoniinae
- Luanpingitidae Đã tuyệt chủng.
- Lygistorrhinidae
- Mesophantasmatidae Đã tuyệt chủng.
- Mesosciophilidae Đã tuyệt chủng.
- Musidoromimidae Đã tuyệt chủng.
- Mycetophilidae Newman, 1834 Đồng nghĩa: Fungivoridae, Allactoneuridae, Manotidae
- Nadipteridae Đã tuyệt chủng.
- Nymphomyiidae Tokunaga, 1932
- Olbiogastridae
- Oligophrynidae Đã tuyệt chủng.
- Oreodomyiidae Đã tuyệt chủng.
- Pachyneuridae Đồng nghĩa: Cramptonomyiidae.
- Parapleciidae Đã tuyệt chủng.
- Paraxymyiidae Đã tuyệt chủng.
- Perissommatidae
- Pleciodictyidae Đã tuyệt chủng.
- Pleciofungivoridae Đã tuyệt chủng. Đồng nghĩa: Fungivoritinae
- Procramptonomyiidae Đã tuyệt chủng.
- Protendipedidae Đã tuyệt chủng. Đồng nghĩa: Prototendipedidae.
- Protobibionidae Đã tuyệt chủng.
- Protopleciidae Đã tuyệt chủng. Đồng nghĩa: Dyspolyneuridae, Protoligoneuridae. Palaeoplecidae
- Protorhyphidae Đã tuyệt chủng.
- Protoscatopsidae Đã tuyệt chủng.
- Psychodidae Newman, 1834 Đồng nghĩa: Nemopalpidae, Phlebotomidae, Trichomyiidae.
- Ptychopteridae Osten-Sacken, 1862 Đồng nghĩa: Liriopeidae, Liriopidae.
- Scatopsidae Newman, 1834
- Sciaridae Billberg, 1820 Đồng nghĩa: Lycoriidae.
- Serendipidae Đã tuyệt chủng. Đồng nghĩa: Paratendipedidae.
- Siberhyphidae Đã tuyệt chủng.
- Simuliidae Newman, 1834 Đồng nghĩa: Melusinidae.
- Sinotendipedidae Đã tuyệt chủng.
- Tanyderidae Osten Sacken, 1862 Đồng nghĩa: Macrochilidae.
- Tanyderophrynidae Đã tuyệt chủng. Đồng nghĩa: Tanyderophryneidae.
- Thaumaleidae Bezzi, 1913 Đồng nghĩa: Orphnephilidae.
- Tipulidae Latreille, 1802[1]
- Tipulodictyidae Đã tuyệt chủng.
- Tipulopleciidae Đã tuyệt chủng.
- Trichoceridae Rondani, 1841 Đồng nghĩa: Petauristidae.
- Zhangobiidae Đã tuyệt chủng. Đồng nghĩa: Palaeolimnobiidae.

## Brachycera
- Acartophthalmidae
- Acroceridae Leach, 1815 Đồng nghĩa: Cyrtidae, Oncodidae, Ogcodidae.
- Agromyzidae Fallén, 1823 Đồng nghĩa: Phytomyzidae
- Alinkidae Đã tuyệt chủng.
- Anthomyiidae Latreille, 1829
- Anthomyzidae Czerny, 1903
- Apioceridae
- Apsilocephalidae Nagatomi et al., 1991
- Asilidae Latreille, 1802 Đồng nghĩa: Leptogastridae.
- Asteiidae Loew, 1861 Đồng nghĩa: Astiidae.
- Atelestidae
- Athericidae Stuckenberg, 1973
- Aulacigastridae Duda, 1921 Đồng nghĩa: Aulacigastreridae, Aulacogasteridae.
- Australimyzidae
- Bombyliidae Westwood, 1838 Đồng nghĩa: Phthiriidae, Systropodidae, Usiidae.
- Borboropsidae
- Brachystomatidae
- Braulidae Schiner, 1864
- Calliphoridae Brauer & Bergenstamm, 1889 Đồng nghĩa: Mesembrinellidae, Bengaliidae.
- Camillidae Frey, 1921
- Campichoetidae
- Canacidae Jones, 1906 Đồng nghĩa: Canaceidae.
- Carnidae Newman, 1834
- Celyphidae Bigot, 1852
- Centrioncidae Hennig, 1965
- Chamaemyiidae Hendel, 1910 Đồng nghĩa: Ochthiphilidae, Cremifaniidae, Ochthiphilidae.
- Chiropteromyzidae
- Chloropidae Rondani, 1856 Đồng nghĩa: Siphonellopsidae, Oscinidae.
- Chyromyidae Hendel, 1916 Đồng nghĩa: Chiromyiidae, Geomyzidae (part. sensu Schumann, 1965)
- Clusiidae Handlirsch, 1884 Đồng nghĩa: Clusiodidae, Heteroneuridae.
- Cnemosphathidae
- Coelopidae Hendel, 1910 Đồng nghĩa: Phycodromiidae, Pycodromidae.
- Conopidae Latreille, 1802 Đồng nghĩa: Stylogastridae.
- Cryptochetidae Brues & Melander, 1932
- Ctenostylidae Bigot, 1882
- Curtonotidae Duda, 1934 Đồng nghĩa: Cyrtonotidae
- Cypselosomatidae Hendel, 1931
- Diastatidae Hendel, 1917
- Diopsidae Billberg, 1820
- Dolichopodidae Latreille, 1809 Đồng nghĩa: Microphoridae
- Drosophilidae Rondani, 1856
- Dryomyzidae Schiner, 1862
- Eginiidae Stein, 1907
- Empididae Latreille, 1804 Đồng nghĩa: Empidae.
- Eomyiidae Đã tuyệt chủng.
- Eophlebombyiidae Đã tuyệt chủng.
- Ephydridae Zetterstedt, 1837
- Eurychoromyiidae Hendel, 1910
- Eostratiomyiidae Đã tuyệt chủng.
- Eremochaetidae Đã tuyệt chủng. Đồng nghĩa: Archisargidae.
- Exeretonevridae Nagatomi & Iwata, 1976
- Fanniidae Schnabl, 1911
- Fergusoninidae
- Glossinidae
- Heleomyzidae Westwood, 1840 Đồng nghĩa: Heteromyzidae, Helomyzidae, Trixoscelididae, Trichoscelidae.
- Helosciomyzidae
- Hippoboscidae Samouelle, 1819
- Glutopidae
- Hilarimorphidae
- Huttoninidae
- Hybotidae
- Ironomyiidae
- Lauxaniidae Macquart, 1835 Đồng nghĩa: Sapromyzidae.
- Lonchaeidae Rondani, 1856
- Lonchopteridae Macquart, 1835 Đồng nghĩa: Musidoridae.
- Marginidae
- Megamerinidae Hendel, 1913 Đồng nghĩa: Megameridae.
- Micropezidae Desmarest, 1860 Đồng nghĩa: Calobatidae, Taeniapteridae, Tylidae, Trepidariidae.
- Milichiidae Schiner, 1862 Đồng nghĩa: Phyllomyzidae.
- Mormotomyiidae Austen, 1936
- Muscidae Latreille, 1802
- Mydidae Latreille, 1809 Đồng nghĩa: Mydaidae, Mydasidae
- Mystacinobiidae
- Mythicomyiidae Đồng nghĩa: Cyrtosiidae, Mythicomyiinae.
- Natalimyzidae Barraclough & McAlpine, 2006
- Nemestrinidae Griffith & Pidgeon, 1832
- Neottiophilidae Hendel, 1902
- Neriidae Westwood, 1840
- Neurochaetidae McAlpine, 1978
- Nothybidae Frey, 1927
- Notomyzidae Griffiths, 1972
- Nycteribiidae Samouelle (ex Leach), 1819
- Odiniidae Hendel, 1920
- Oestridae Townsend, 1931 Đồng nghĩa: Cuterebridae, Gasterophilidae, Gastrophilidae, Hypodermatidae.
- Opetiidae Rondani, 1856
- Opomyzidae Opomyzidae Fallén, 1820 Đồng nghĩa: Geomyzidae (sensu Evenhuis, 1994).
- Pallopteridae Loew, 1862 Đồng nghĩa: Eurygnathomyiidae.
- Pantophthalmidae Bigot, 1882 Đồng nghĩa: Acanthomeridae.
- Pelecorhynchidae Enderlein, 1922
- Periscelididae Đồng nghĩa: Periscelidae, Stenomicridae.
- Phoridae Curtis, 1833
- Piophilidae Macquart, 1835
- Pipunculidae Walker, 1834 Đồng nghĩa: Dorylaidae, Dorilaidae.
- Platypezidae Fallén, 1823 Đồng nghĩa: Clythiidae.
- Platystomatidae Schiner, 1862 Đồng nghĩa: Platystomidae.
- Proneottiophilidae Hennig, 1969
- Protempididae Ussatchov, 1968 Đã tuyệt chủng.
- Protomphralidae Rohdendorf, 1967 Đã tuyệt chủng.
- Pseudopomyzidae Frey, 1941
- Psilidae Walker, 1853
- Pyrgotidae Schiner, 1868
- Rachiceridae Handlirsch, 1907
- Rhagionempididae Rohdendorf, 1938 Đã tuyệt chủng.
- Rhagionidae Latreille, 1802 Đồng nghĩa: Leptidae, Erinnidae (sensu Evenhuis), Paleostratiomyiidae.
- Rhinophoridae Robineau-Desvoidy, 1830 Đồng nghĩa: Melanophoridae.
- Rhinotoridae Hendel, 1916
- Richardiidae Snow, 1896
- Risidae Papp, 1977 Đồng nghĩa: Risiidae.
- Ropalomeridae Schiner, 1868
- Sarcophagidae Macquart, 1834
- Scathophagidae Robineau-Desvoidy, 1830 Đồng nghĩa: Cordyluridae, Scatomyzidae, Scopeumatidae, Cordiluridae.
- Scenopinidae Fallén, 1817 Đồng nghĩa: Omphralidae.
- Sciadoceridae Schmitz, 1929
- Sciomyzidae Fallén, 1820 Đồng nghĩa: Phaeomyiidae, Tetanoceridae.
- Sepsidae Walker, 1833 Đồng nghĩa: Sepsididae.
- Somatiidae Hendel, 1935
- Sphaeroceridae Macquart, 1835 Đồng nghĩa: Borboridae, Cypselidae.
- Stratiomyidae Latreille, 1804
- Streblidae Kolenati, 1863
- Strongylophthalmyiidae Hendel, 1917
- Syringogastridae Prado, 1969
- Syrphidae Latreille, 1802
- Tabanidae Latreille, 1802
- Tachinidae Đồng nghĩa: Larvaevoridae, Stackelbergomyiidae.
- Tanypezidae
- Tephritidae Đồng nghĩa: Trypetidae, Trupaneidae, Trypaneidae, Tachiniscidae.
- Teratomyzidae
- Termitoxeniidae
- Tethinidae
- Therevidae
- Thyreophoridae
- Ulidiidae Đồng nghĩa: Otitidae, Ortalidae, Pterocallidae.
- Vermileonidae Nagatomi, 1977 Đồng nghĩa: Protobrachyceridae, Protobrachycerontidae.
- Xenasteiidae
- Xylomyidae Đồng nghĩa: Xylomyiidae, Solvidae.
- Xylophagidae Đồng nghĩa: Heterostomidae, Exerotonevridae, Erinniidae ?(sensu Schumann), Coenomyidae, Coenomyiidae.